# Giuseppe Camerata
Giuseppe Camerata (Venezia, 1676 – Venezia, 1762) è stato un pittore italiano.

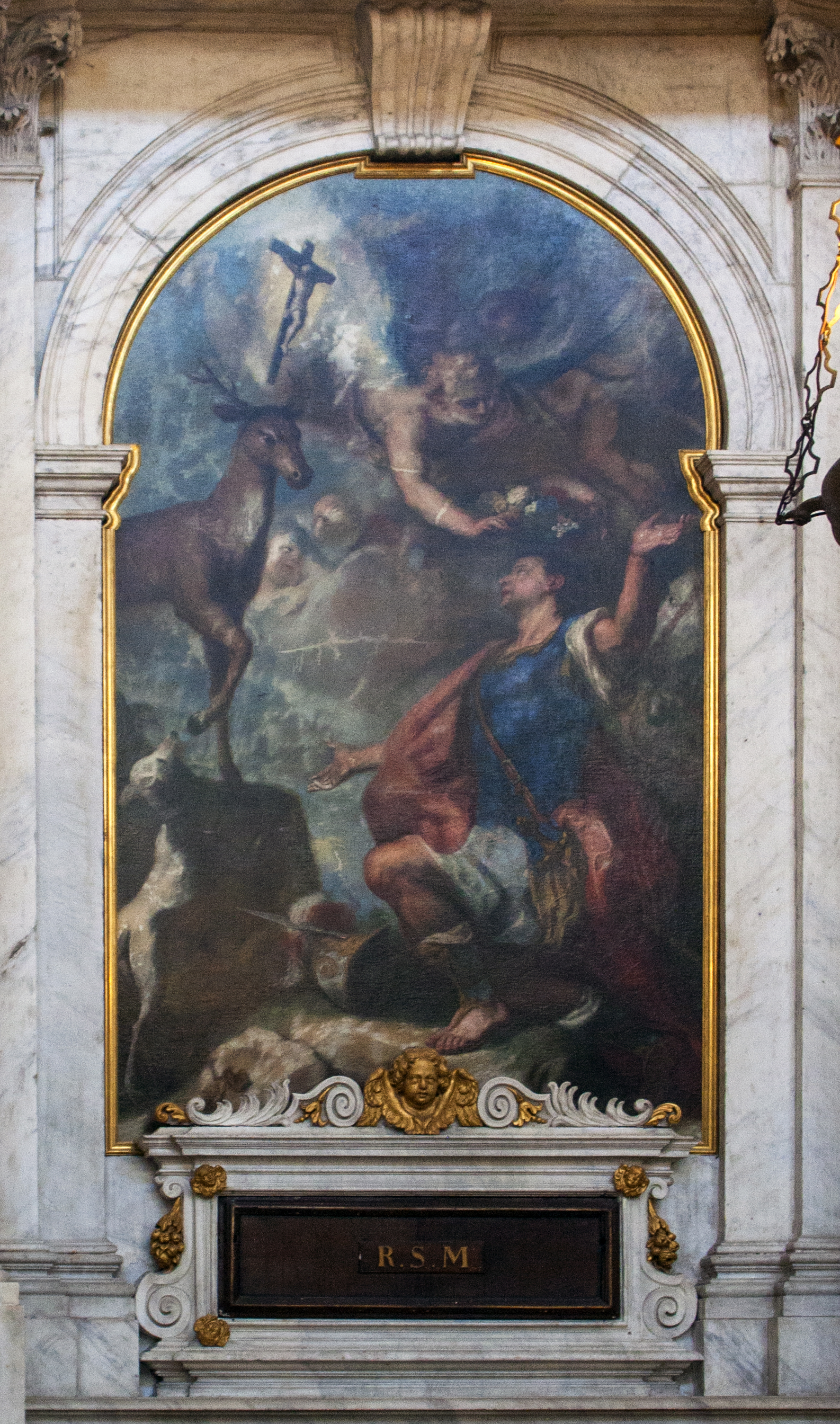
La visione di Sant'Eustachio, Chiesa di San Stae, Venezia

Non va confuso con l'omonimo pittore ed incisore (Venezia 1718 – Dresda 1793)

## Biografia
Nacque a Venezia da Francesco, bergamasco. Fu allievo di Gregorio Lazzarini che lo incaricò di portare a termine le opere che avrebbe lasciato incompiute. In questa scuola divenne amico di Marco Miani, un nobile che si dilettava di pittura, che lo accolse in casa e per la cui famiglia continuò a lavorare anche in vecchiaia. 
Molte sue opere, riportate nelle cronache, sono andate perdute come la Crocifissione di San Marcuola, il San Paolo di San Polo e le due pale di Santa Maria dei Servi di cui una rappresenta un «Crocefisso che staccasi dalla croce, per toccare un Santo Servita»
Di opere sue note ci restano unaVergine Addolorata a San Francesco della Vigna un non meglio identificata partecipazione al ciclo dei Misteri del Rosario nel piccolo oratorio annesso San Trovaso, un San Girolamo Miani, che dalla sagrestia di San Giacomo dall'Orio è stato spostato alla curia patriarcale e soprattutto il suo capolavoro La visione di Sant'Eustachio a San Stae «opera sciolta in un pittoricismo fluido, che accorda la fredda lazzariniana con l'eleganza dell'Amigoni.»
Vanno inoltre ricordati i numerosi lavori presenti in Istria: le pale del Miracolo di san Servolo e del Martirio di san Servolo nella chiesa di San Servolo a Buie, la pala della Madonna con il Bambino e i santi Eleuterio e Mauro nella chiesa di Sant'Eleuterio a Pirano, i tre affreschi nel soffitto della chiesa di San Francesco a Capodistria oltre che a Parenzo e ad Isola.
Camerata figurava nella fraglia dei pittori nel 1700 e nel 1726. Certamente era un pittore apprezzato tanto che fu tra i fondatori dell'Accademia di Venezia nel 1755.